# Kilenclyukú híd

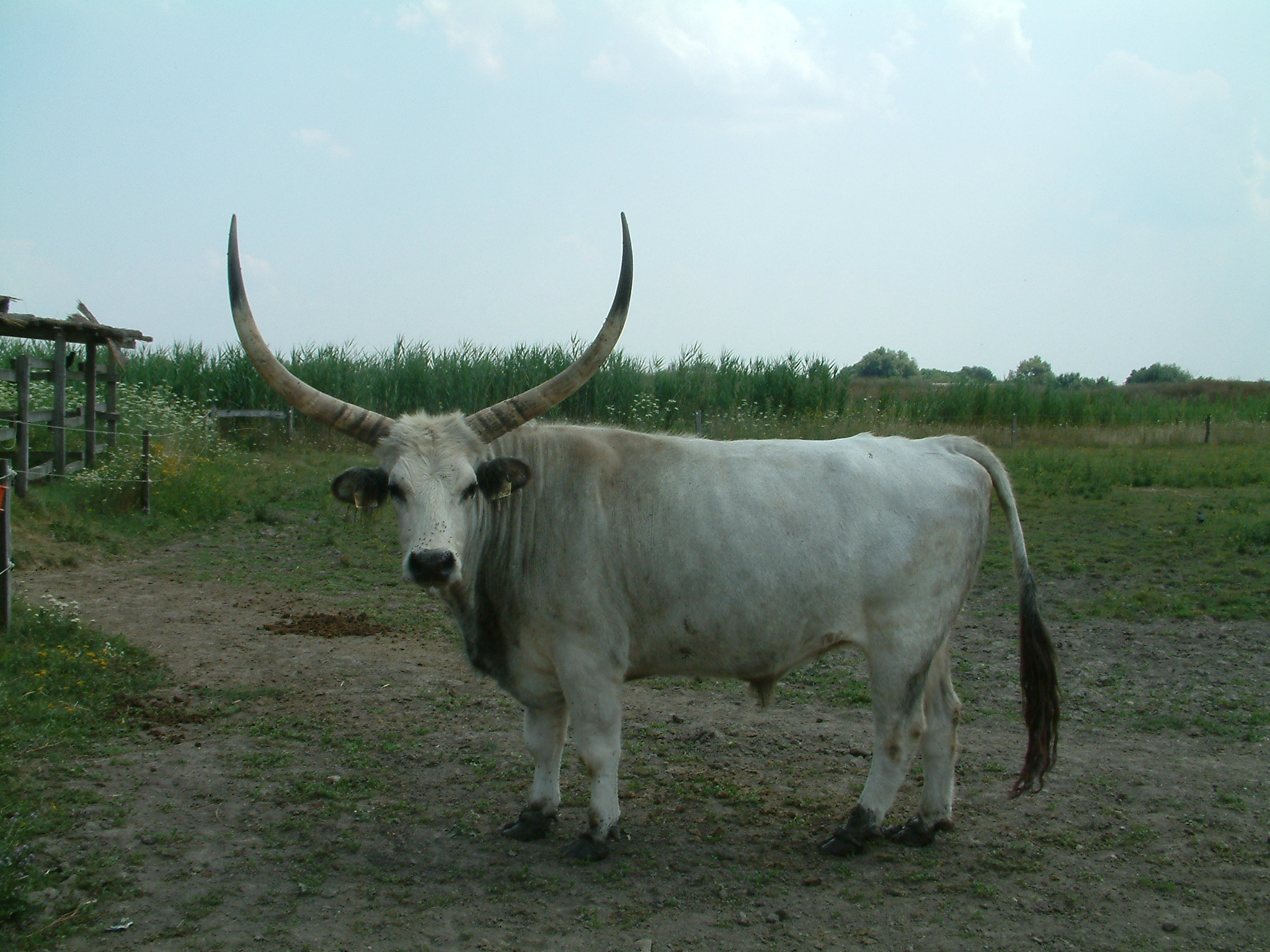
A debreceni marhakereskedők a tiszai árvizek idején ezen a hídon hajtották át a magyar szürkemarha-gulyákat

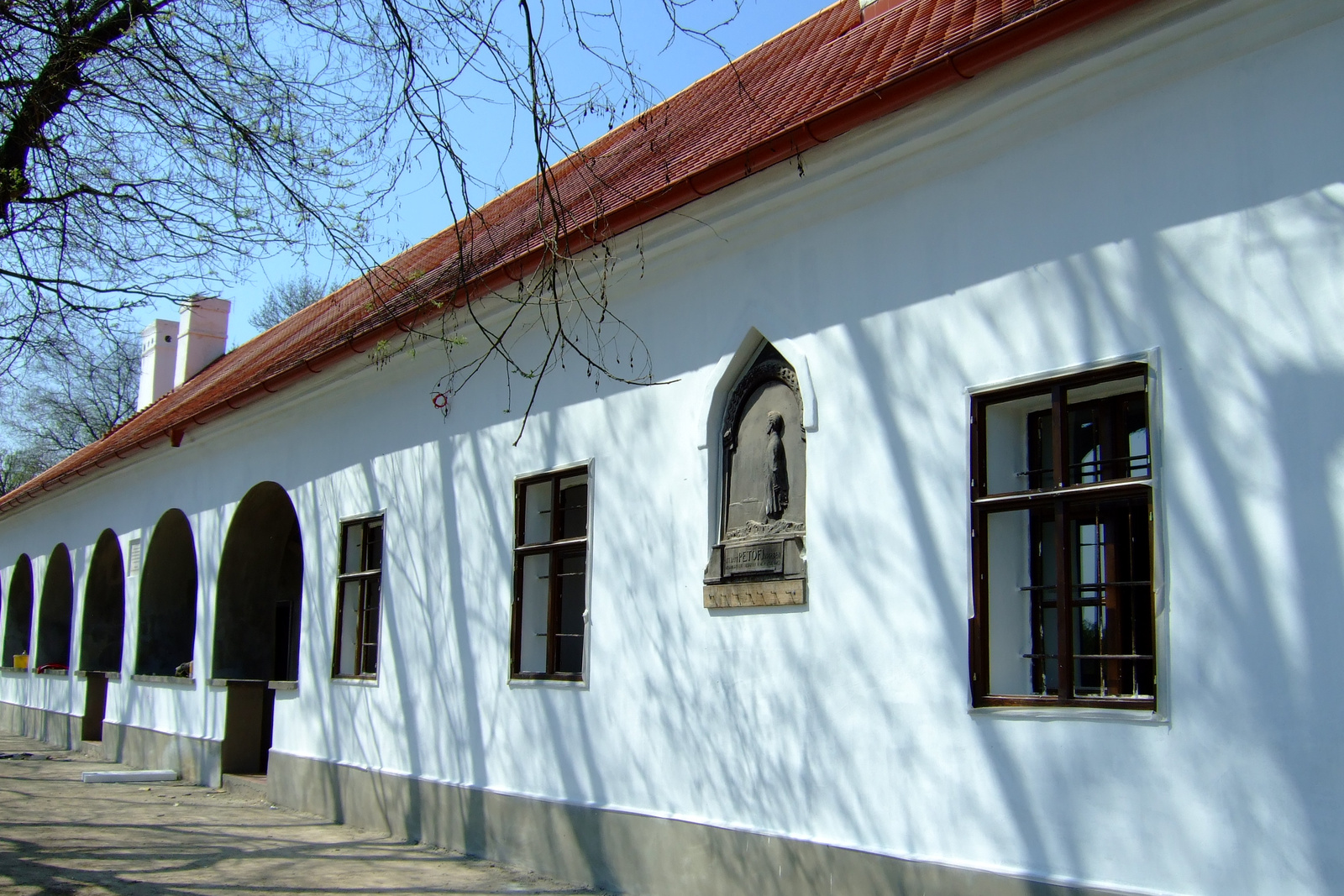
A Hortobágyi Csárda műemléképülete

A hortobágyi Kilenclyukú híd a Hortobágy folyó régi fahídja helyén klasszicista stílusban, 1827 és 1833 között, Povolny Ferenc tervei alapján épült kőhíd.

## Története
Az átkelő helyén 1697-ben épült fahíd a nagy forgalom miatt elhasználódott, így egy idő után már nem felelt meg a követelményeknek, egyre többet kellett javítgatani, és a fenntartása is egyre többe került. A debreceni tőzsérek csordahajtásai a tiszai árvizek idején ezen át vonultak Szolnok felé, és onnan Bécsbe. A csordások gyakran kijátszották a vámot, és nem, vagy pontatlanul vallották be a hídon áthajtott állatok számát. Ennek elkerülése végett Debrecen állandó hídvámőrséget állított a hídra.
A város 1825-ben határozta el a régi híd lebontását és helyette új kőhíd építését. Az építkezés az egyik első ismert közszállítás (mai szóhasználattal: közbeszerzés) volt Magyarországon. A városi tanács 1827-ben három helyi építőmestert hívott fel a híd terveinek és költségvetésének az elkészítésére. A mesterek ezt követően nyilvános licitáció (szóbeli versenytárgyalás) útján tették meg ajánlatukat, amelyek közül a tanács Povolny Ferencét fogadta el mint legkedvezőbbet. A kivitelezéshez még ebben az évben hozzákezdtek, és 1833-ban fejezték be, a régi fahidat pedig ekkor lebontották. A kőhíd eredeti tervei mára nem lelhetők fel.
A kőhíd építése nem volt eseménytelen. 1827 decemberében a királyi kamara felfüggesztette a hídépítést, és felszólította Debrecen városát a tervek módosítására, mert úgy ítélte meg, az átfolyási szelvényt növelni kell. A továbbépítésről szóló engedély 1828 augusztusában érkezett meg, sőt a királyi kamara több mint tízezer váltóforinttal hozzá is járult az építkezéséhez. 1831-ben elkezdődött a boltozatok építése, de a helyi homok alkalmatlannak bizonyult. Az építőmester és a kőfaragók között is elmérgesedett a viszony. Az összes szükséges faragott kő 1832-re ért az építkezés helyszínére. Gondot okozott a kocsipálya burkolatához szükséges kő beszerzése is. Egy véletlen folytán találtak rá Boronkai Ferenc tokaji szőlősgazdára, aki szőlejében egy kis kőfejtőt működtetett, és kiváló kockakövet állított elő. Debrecen tőle vásárolta meg a szükséges negyven köbölnyi mennyiséget. A tokaji kő elszállítása szerencsétlenül alakult. Egy helyi vállalkozó 14 köböl követ hajóra rakatott, amely még a tokaji kikötőben elsüllyedt. 1833 tavaszán elkezdték az útpálya kövezését, de a munkát szakszerűtlenül végezték el, így azt fel kellett bontani. Nagy nehezen 1833. június 24-re elkészült a kőburkolat.
A híressé vált kilenclyukú kőhídnak, a történelmi Magyarország leghosszabb közúti kőhídjának a folyó két partján lévő, ún. ellenfalak közt mért távolsága 92,13 méter, míg teljes hossza 167,3 méter. A pusztai állathajtás megkönnyítésére szolgált, hogy Povolny a feljárókat szélesedőre tervezte: a felhajtott gulyát, ménest a híd így mintegy kitáruló karként fogadta magára, megkönnyítve ezzel a pásztorok munkaját.
A kőhíd átadásakor a falu még nem létezett, csak a Debrecen felőli hídfő északi oldalán 1699-ben épült Hortobágyi csárda, a déli oldalon a mai Pásztormúzeumnak otthont adó, 1785-ben épült szekérállással. Ezért azonosította a kor embere az itt megtartott vásárokat az Alföld legnagyobb hidjával és nevezte el ez alapján a hídnál lévő vásárnak, rövidebben hídi vásárnak.
A Kilenclyukú híd szerkezetében az elmúlt évszázadok nem okoztak károsodást. Az 1980-as évek elejére a felületi romlások miatt elkészítették a híd felújításának terveit. 1981–1983 között elvégezték a felújítást. 2009-ben a világörökség részeként számon tartott hidat ismét felújították.

## Jelene
Hortobágy település legnagyobb rendezvénye a minden évben augusztus 20-ára összehívott híres hídi vásár, ahol úgyszólván minden hagyományos kézműves mesterség képviselteti magát. A Hortobágyi Nemzeti Park növény- és állatvilágának élőhelyeit nem érintették a munkálatok, a híd pedig biztonságosabbá vált.

## Galéria

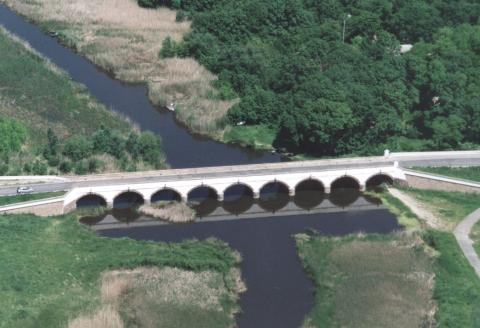
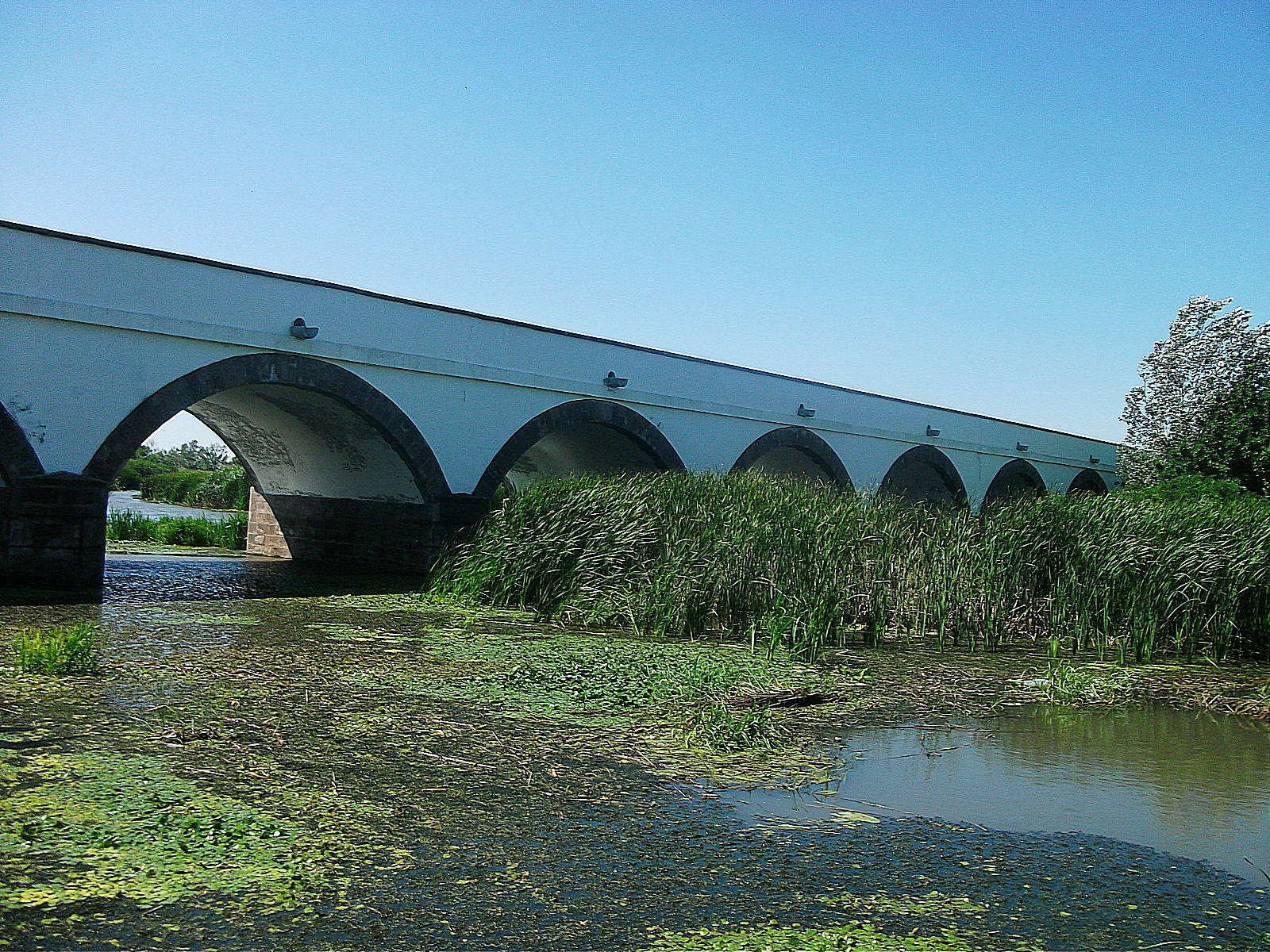
A híd alulnézetből
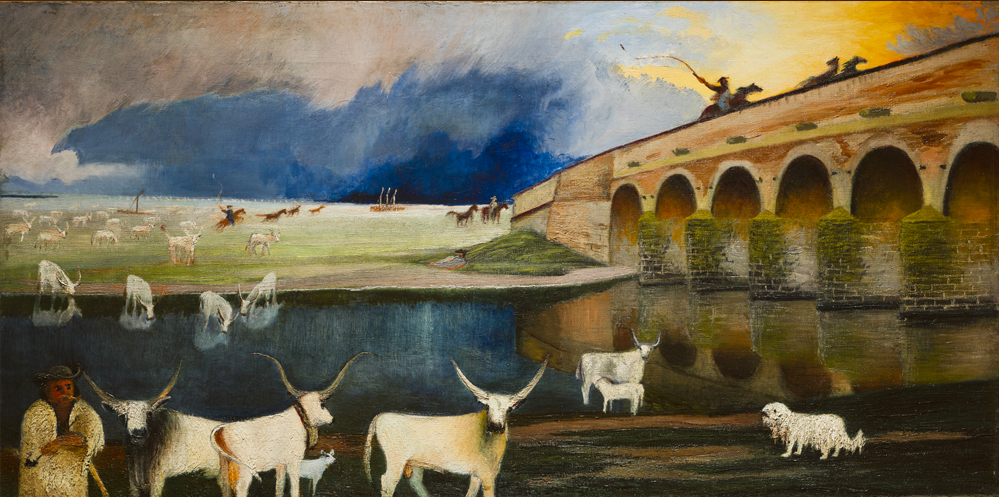
Csontváry Kosztka Tivadar: Vihar a Hortobágyon